# 恐韓症
恐韓症（きょうかんしょう、恐韩症（中国）、공한증（韓国））とは、サッカー中国代表がサッカー韓国代表に永年にわたって勝てなかった状態を表す言葉。もともと中国国内で呼ばれていたが、のちに韓国でも使われるようになった。
2010年2月10日に行われた東アジアサッカー選手権2010の中国-韓国戦にて、中国が3-0で勝利したことにより、1978年の初対戦より32年に渡って続いた韓国の無敗記録は途絶えた。2015年8月の時点で韓国A代表は中国に対して30試合17勝13分1敗、オリンピック代表は8試合7勝1分0敗である。

## 概要
韓国が中国と初めて対戦したのは1978年12月17日、タイ王国バンコクで行われたアジア競技大会で韓国が車範根のあげた決勝点により1-0で勝利した。その後、2008年2月17日に重慶で行われた東アジアサッカー選手権でクァク・テヒのあげた決勝点により3-2で勝利した。
両国の実力にあまり差はないといわれるが、試合に出場する中国代表選手たちは韓国との対戦に苦手意識を持っているのが要因ではとの指摘もある。
上記の東アジアサッカー選手権2010での初勝利によって、中国代表は今度は苦手意識が無く試合に臨めると見られる。この初勝利の要因には、直前の日本代表（W杯4大会連続出場）戦においてスコアレスドローと日本を苦しめ封じ切った ことが自信につながったと見られている。
2017年3月23日、FIFAワールドカップアジア最終予選、マルチェロ・リッピ率いる中国は長沙で韓国に1-0で勝利した。同年10月のFIFA世界ランキングでは中国が57位、韓国が62位となり、初めて中国が韓国より上位となった。中国のクラブチームの金満化で多くの韓国人選手、監督が中国に流出したことや、アジアチャンピオンズリーグで日常的に韓国、日本のチームに勝利するようになり中国選手の苦手意識は大きく薄れつつある。

## 歴代成績

### A代表
| 回 | 日程           | 会場         | 大会                                   | 結果 （韓国 - 中国） | 得点                                                        |
| -- | -------------- | ------------ | -------------------------------------- | -------------------- | ----------------------------------------------------------- |
| 1  | 1978年12月17日 | バンコク     | 1978年アジア競技大会                   | 1 - 0                | 車範根                                                      |
| 2  | 1978年12月29日 | マニラ       | AFCアジアカップ1980予選                | 1 - 0                | 許丁茂                                                      |
| 3  | 1982年3月1日   | コルカタ     | ネール・ゴールドカップ                 | 1 - 1                | イ・テホ                                                    |
| 4  | 1983年11月3日  | バンコク     | ロス五輪アジア1次予選                  | 3 - 3                | キム・ジョンゴン（2点）、 キム・ジョンブ                    |
| 5  | 1983年11月8日  | バンコク     | ロス五輪アジア2次予選                  | 0 - 0                |                                                             |
| 6  | 1986年9月28日  | ソウル       | 1986年アジア競技大会                   | 4 - 2                | パク・チャンソン、キム・ジュソン、 イ・テホ、チョ・ミングク |
| 7  | 1988年12月14日 | カタール     | AFCアジアカップ1988                    | 2 - 1                | イ・テホ（2点）                                             |
| 8  | 1989年10月20日 | シンガポール | W杯イタリア予選                        | 1 - 0                | キム・ジュソン                                              |
| 9  | 1990年7月31日  | 北京         | ダイナスティカップ予選                 | 1 - 0                | イ・サンユン                                                |
| 10 | 1990年8月3日   | 北京         | ダイナスティカップ決勝                 | 1 - 1 (5PK4)         | 皇甫官                                                      |
| 11 | 1990年9月27日  | 北京         | 1990年アジア競技大会                   | 2 - 0                | 徐正源（2点）                                               |
| 12 | 1992年8月26日  | 北京         | ダイナスティカップ                     | 2 - 0                | パク・ヒョンヨン、チョン・ジェウォン                        |
| 13 | 1995年2月19日  | 香港         | ダイナスティカップ                     | 0 - 0                |                                                             |
| 14 | 1996年9月25日  | ソウル       | 中韓定期戦                             | 3 - 1                | 徐正源、イ・ギヒョン、 河錫舟                               |
| 15 | 1996年11月26日 | 広州         | 中韓定期戦                             | 3 - 2                | ノ・サンネ、シン・ホンギ、 イ・ヨンジン                     |
| 16 | 1997年4月23日  | 北京         | 中韓定期戦                             | 2 - 0                | パク・コンハ（2点）                                         |
| 17 | 1997年8月30日  | ソウル       | 中韓定期戦                             | 0 - 0                |                                                             |
| 18 | 1998年3月4日   | 横浜         | ダイナスティカップ                     | 2 - 1                | チェ・ソンヨン、イ・サンユン                                |
| 19 | 1998年6月4日   | ソウル       | 中韓定期戦                             | 1 - 1                | イ・サンユン                                                |
| 20 | 1998年11月22日 | 上海         | 中韓定期戦                             | 0 - 0                |                                                             |
| 21 | 2000年7月28日  | 北京         | 中韓定期戦                             | 1 - 0                | 李栄杓                                                      |
| 22 | 2000年10月13日 | トリポリ     | AFCアジアカップ2000                    | 2 - 2                | 李栄杓、盧廷潤                                              |
| 23 | 2000年10月29日 | ベイルート   | AFCアジアカップ3-4位決定戦             | 1 - 0                | 李東国                                                      |
| 24 | 2002年4月27日  | 仁川         | 親善試合                               | 0 - 0                |                                                             |
| 25 | 2003年12月7日  | さいたま     | 東アジアサッカー選手権2003             | 1 - 0                | 柳想鐵                                                      |
| 26 | 2005年7月31日  | 大田         | 東アジアサッカー選手権2005             | 1 - 1                | 孫祥 金珍圭                                                 |
| 27 | 2008年2月17日  | 重慶         | 東アジアサッカー選手権2008             | 3 - 2                | 朴主永（2点）、郭泰輝                                       |
| 28 | 2010年2月10日  | 東京         | 東アジアサッカー選手権2010             | 0 - 3                | 于海，郜林、鄧卓翔                                          |
| 29 | 2013年7月24日  | 華城         | 東アジアカップ2013                     | 0 - 0                |                                                             |
| 30 | 2015年8月2日   | 武漢         | 東アジアカップ2015                     | 2 - 0                | 金承大、李宗浩                                              |
| 31 | 2016年8月2日   | ソウル       | 2018 FIFAワールドカップ・アジア3次予選 | 3 - 2                | 于海、蒿俊閔 OG、李菁龍、具滋哲                             |
| 32 | 2017年3月23日  | 長沙         | 2018 FIFAワールドカップ・アジア3次予選 | 0 - 1                | 于大宝                                                      |

### オリンピック代表
| 回 | 日程           | 会場             | 大会                     | 結果 （韓国 - 中国） | 得点                                        |
| -- | -------------- | ---------------- | ------------------------ | -------------------- | ------------------------------------------- |
| 1  | 1992年1月30日  | クアラルンプール | バルセロナ五輪アジア予選 | 3 - 1                | クァク・キョングン、徐正源、 キム・グィファ |
| 2  | 1996年3月31日  | クアラルンプール | アトランタ五輪アジア予選 | 3 - 0                | イ・ギヒョン、イ・ウヨン（2点）             |
| 3  | 1999年1月30日  | ホーチミン       | ダンヒルカップ一次予選   | 2 - 1                | 李東国（2点）                               |
| 4  | 1999年2月7日   | ホーチミン       | ダンヒルカップ決勝       | 1 - 0                | チェ・チョルス                              |
| 5  | 1999年10月3日  | ソウル（蚕室）   | シドニー五輪アジア予選   | 1 - 0                | シン・ビョンホ                              |
| 6  | 1999年10月29日 | 上海             | シドニー五輪アジア予選   | 1 - 1                | 李東国                                      |
| 7  | 2004年3月3日   | ソウル           | アテネ五輪アジア予選     | 1 - 0                | チョ・ジェジン                              |
| 8  | 2004年5月1日   | 長沙             | アテネ五輪アジア予選     | 2 - 0                | チョ・ジェジン、キム・ドンジン              |